# Кошари
Кошари (мкд. Кошари) су насеље у Северној Македонији, у североисточном делу државе. Кошари су у оквиру општине Крива Паланка.

## Географија
Кошари су смештени у североисточном делу Северне Македоније. Од најближег већег града, Куманова, село је удаљено 65 km источно.
Село Кошари се налази у историјској области Славиште. Насеље је положено високо, на северним падинама планине Осоговских планина, на око 900 метара надморске висине.
Месна клима је планинска због знатне надморске висине.

## Становништво
Кошари су према последњем попису из 2002. године имали 21 становника. Од тога огромну већину чине етнички Македонци (100%).
Претежна вероисповест месног становништва је православље.